# Arif Taşdelen

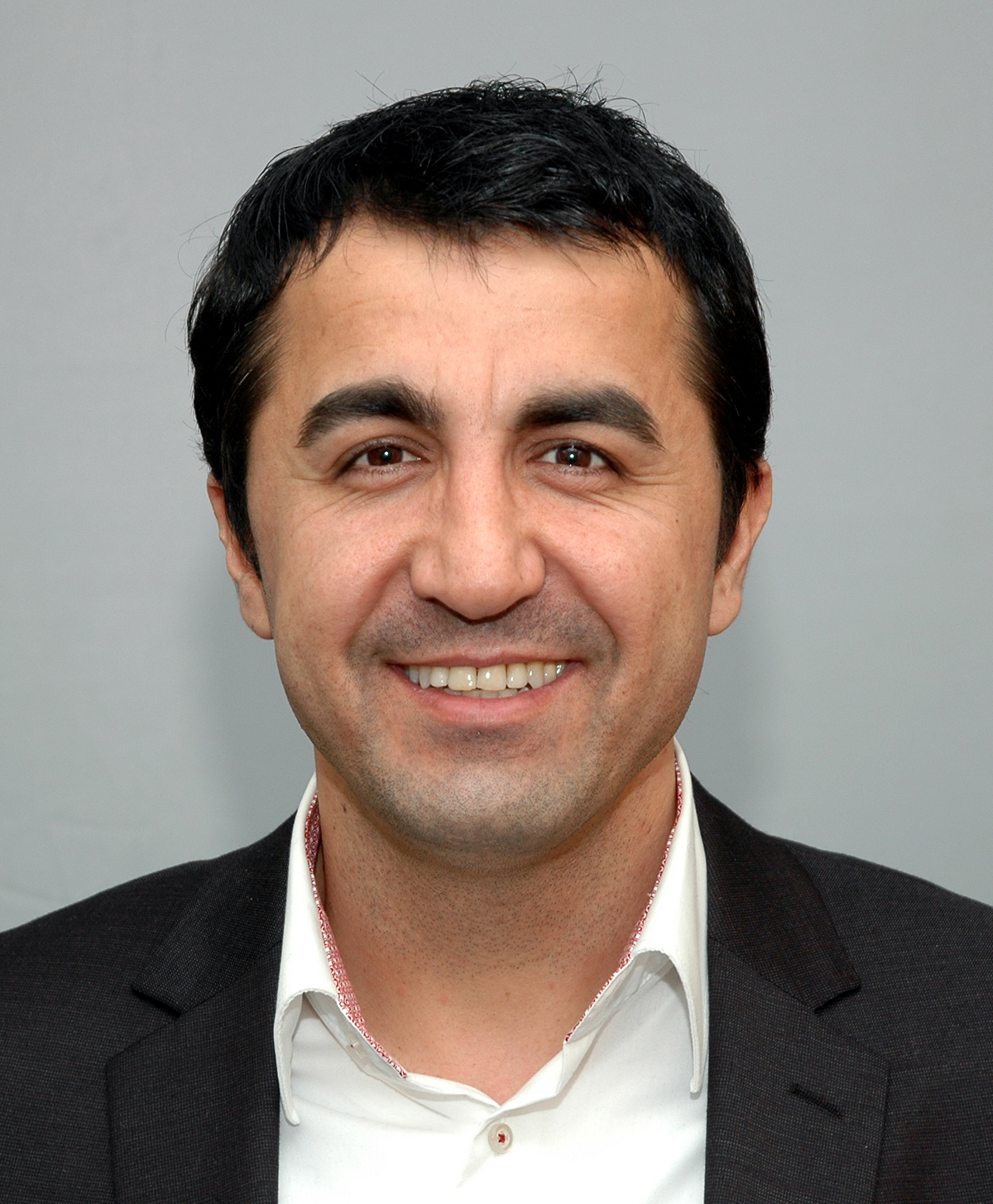
Arif Taşdelen, 2013

Arif Taşdelen (* 1. Juli 1974 in Savur, Provinz Mardin, Türkei) ist ein deutscher Politiker (SPD). Seit 2013 ist er Abgeordneter im Bayerischen Landtag. Von April 2021 bis Januar 2023 war er zudem Generalsekretär der BayernSPD.

## Leben
Arif Taşdelen kam im Alter von acht Jahren mit seiner Familie im Rahmen der Familienzusammenführung aus der Türkei nach Bayreuth, wo sein Vater bereits seit 1974 arbeitete. Nach Abschluss der Wirtschaftsschule begann er beim Arbeitsamt Bayreuth eine Ausbildung zum Fachangestellten für Arbeitsförderung, 1996 wechselte er zum Arbeitsamt Nürnberg. Von 1999 bis 2000 absolvierte er eine Fortbildung für den gehobenen Dienst in der Verwaltungsschule in St. Ingbert. Im Rahmen der Konzentration der verschiedenen Stellen zur Bekämpfung der Schwarzarbeit beim Zoll und der damit verbundenen Ausgliederung der Arbeitsmarktinspektion aus den Agenturen für Arbeit wechselte Taşdelen 2004 als Angestellter zur Bundeszollverwaltung, im Jahr 2008 wurde er dort zum Beamten ernannt. Von 2004 bis 2013 arbeitete Taşdelen als Zollinspektor beim Hauptzollamt in Nürnberg. Taşdelen lebt mit seiner Frau und seinen drei Töchtern in Nürnberg; er ist islamischer Konfession. Halil Taşdelen, der ein Jahr ältere Bruder von Arif, kandidierte in Bayreuth ebenfalls für die SPD bei den Landtagswahlen 2018.

## Politik
Seine politische Laufbahn begann Taşdelen bei der SPD in Nürnberg. Er ist der Partei 1998 beigetreten. Im Jahr 2000 wurde er Vorsitzender des Ortsvereins Nürnberg-Mögeldorf, von 2005 bis 2013 war er Mitglied im Nürnberger Stadtrat. Seit 2011 ist er Mitglied im Landesvorstand der BayernSPD. Am 15. September 2013 wurde er als Kandidat für den Stimmkreis Nürnberg-Nord in den Bayerischen Landtag gewählt und ist dort der erste Abgeordnete mit türkischen Wurzeln.  Von Juli 2016 bis Juni 2018 war Taşdelen Vorsitzender der Enquete-Kommission „Integration in Bayern aktiv gestalten und Richtung geben“ des Bayerischen Landtags. Ziel der Kommission war es, ein umfassendes Konzept für eine gelingende Integrationspolitik in Bayern aufzustellen. Außerdem ist er seit 2016 Landesvorsitzender der „Arbeitsgemeinschaft Migration und Vielfalt“ der BayernSPD. Am 14. Oktober 2018 wurde er in den 18. Bayerischen Landtag wiedergewählt. Auch bei der Landtagswahl 2023 zog er erneut in den Landtag ein. Bis heute ist er Mitglied im Ausschuss für Fragen des öffentlichen Dienstes sowie Sprecher der SPD-Landtagsfraktion für den öffentlichen Dienst, Integrationspolitik und Jugendpolitik. Von April 2021 bis Januar 2023 war er Generalsekretär der BayernSPD. Seit Mai 2021 ist Taşdelen stellvertretender Vorsitzender seiner Fraktion im Bayerischen Landtag.

## Ehrenämter und Funktionen
Bereits als Jugendlicher engagierte sich Taşdelen als Jugendvertreter im Arbeitsamt Nürnberg und von 1994 bis 2002 als Mitglied der Hauptjugendvertretung der Bundesagentur für Arbeit. Außerdem war er von 1996 bis 2001 Landesvorsitzender der Jugend der Deutschen Angestellten-Gewerkschaft und nach der Fusion der DAG mit anderen Gewerkschaften zur Gewerkschaft ver.di Vorsitzender der ver.di Jugend Mittelfranken und stellvertretender Vorsitzender der ver.di Jugend Bayern (bis 2008). Von 2004 bis 2013 war er stellvertretender Vorsitzender des Personalrates des Zollamtes Nürnberg. Taşdelen war von 2008 bis 2015 Vorsitzender des Vorstadtvereins Gleißhammer-St. Peter.

## Rücktritt als Generalsekretär
Die Jusos Bayern fassten im September 2022 den Beschluss, Taşdelen wegen seines Verhaltens, das von mehreren jungen weiblichen Juso-Mitgliedern als „unangemessen“ empfunden wurde, als „unerwünschte Person“ nicht mehr zu ihren Veranstaltungen einzuladen. Taşdelen gab an, er habe sich „überhaupt nichts vorzuwerfen“. Er werde künftig „achtsamer formulieren“ und an einem sogenannten Awareness-Training teilnehmen. Die frühere SPD-Landeschefin Renate Schmidt bezeichnete die Vorwürfe als „absurd“ und „Pipifax“. Hierfür wurde Schmidt unter anderem von der Bundesvorsitzenden der Arbeitsgemeinschaft sozialdemokratischer Frauen, Maria Noichl, und der Bezirkschefin der SPD Oberpfalz, Carolin Wagner, kritisiert. Infolge der Kontroverse trat Taşdelen am 10. Januar 2023 von seinem Amt als Generalsekretär der BayernSPD zurück. Ihm folgte Ruth Müller nach.

## Mitgliedschaften
- ver.di
- AWO
- Vorstadtverein Gleißhammer/St. Peter
- Montessori Förderkreis Nürnberg e. V.
- Global Elternverein e. V.
- DLRG (Deutsche Lebens-Rettungs-Gesellschaft e. V.)
- Bürger- und Geschichtsverein Mögeldorf
- Bürgerverein Laufamholz
- Hospizverein Mögeldorf
- Bürgerverein St. Johannis
- IN:SAN Städtepartnerschaftsverein Nbg-Antalya
- Lebenshilfe Nürnberg (Vorstand)
- Vorstadtverein Nürnberg-Nord e. V.
- Vorstadtverein Wöhrd
- Post SV Nürnberg